# Anuket

Anuket

Anuket eller Anuket, Anaka eller Anqet, på grekiska kallad Anoukis eller Anukis var en flodgudinna i egyptisk mytologi.
Hon var gudinnan över Nilens katarakter och Södra Egypten. Nilens viktiga roll för skörden gjorde att Anuket också fick rollen som fruktbarhetsgudinna. Hon var främst knuten till området kring dagens Assuan, och särskilt dyrkad i Elefantine. Grekerna associerade henne, genom interpretatio graeca, med Hestia. 

## Kännetecken
Anuket avbildades som en kvinna med en huvudbonad av röda fjädrar eller plymer, ofta med en spira i handen. Hennes heliga djur var gasellen. Under Nya kungarikets period avbildades hon ibland ammande farao. Som fruktbarhetsgudinna associerades hon med de snäckor som till utseendet påminde om en vagina. 

## Mytologi
Anuket beskrevs som dotter till Ra (gud). Hon associerades ofta med fruktbarhetsgudinnan Satis, som också dyrkades i Södra Egypten: båda associerades i sin tur med Uraeus och kallades för "Ras Öga", precis som gudinnorna Bastet, Hathor och Sekhmet.

## Dyrkan
Anuket dyrkades ofta i en triad tillsammans med Khnum och Satis: hon kan ha ansetts vara Satis' syster eller Khnums andra maka. Ett tempel till Anuket är känt på ön Seheil åtminstone från den trettonde dynastins farao Sobekhotep III, och det är också känt att den artonde dynastins farao Amenhotep II invigde ett kapell åt henne. 
Under Nya riket hölls en årlig festival åt Anuket under den första månaden av Shemu, då en flodprocession hölls kring Elefantine till ära för Anuket och Khnum. Festivalen hölls vid samma tid Nilens årliga översvämning började, och firades genom offer av små värdeföremål som slängdes i floden i tacksägelse för skördarna flodens fruktbarhet gav, och det normala förbudet mot att äta vissa sorters heliga fiskar från floden upphävdes, vilket tyder på att dessa åts under festivalen. 